# Епанчино (Омская область)
Епанчино — деревня в Нижнеомском районе Омской области. Входит в состав Хомутинского сельского поселения.

## История
Основана в 1825 году. В 1928 году село состояло из 172 хозяйств, основное население — русские. В административном отношении являлось центром Епанчинского сельсовета Еланского района Омского округа Сибирского края.

## Население
| 2010 |
| ---- |
| 77   |

## Улицы
В деревне имеются две улицы: Заозёрная и Трудовая.